# Birgit Sauer
Birgit Sauer (* 2. August 1957 in Brackenheim) ist eine emeritierte Politikwissenschaftlerin und  Professorin an der Universität Wien. Ein Schwerpunkt ihrer Arbeit ist die Geschlechterforschung in den Politikwissenschaften. Von 2001 bis 2003 war sie Vorsitzende der Österreichischen Gesellschaft für Politikwissenschaft.

## Leben
Nach einem Lehramtsstudium mit den Fächern Politikwissenschaft und Germanistik in Tübingen und Berlin und ihrem Referendariat wurde Sauer 1987 wissenschaftliche Mitarbeiterin am Fachbereich Politikwissenschaft der Freien Universität Berlin. Sie wurde dort 1993 mit einer Dissertation über politische Mythen einer realsozialistischen Gesellschaft mit einer Analyse politischer Deutungsmuster in Fest- und Feiertagen der DDR promoviert.
Nach Gastprofessuren an der Konkuk University in Seoul und der Universität Klagenfurt und einer Tätigkeit als wissenschaftliche Assistentin am Institut für Soziologie der Universität Freiburg kam sie 1996 als Assistentin an das Institut für Politikwissenschaft der Universität Wien. Von 2001 bis 2006 zunächst noch außerordentliche Professorin, ist Sauer seither als Universitätsprofessorin am Institut für Politikwissenschaft tätig. Seit 2004 ist sie Sprecherin des Gender Kollegs an der Universität Wien.
Weitere Lehraufträge Sauers über je ein Semester außerhalb der Universität Wien waren seit 2001  die „Internationale Gastprofessur für Frauen- und Geschlechterforschung“ am Institut für Politikwissenschaft der Universität Mainz und danach eine Gastprofessur in den USA an der Florida Atlantic University in Boca Raton.
Ihre Forschungsschwerpunkte sind Governance und Geschlecht, Politik und Kultur, Politik der Geschlechterverhältnisse sowie Staats- und Institutionentheorien.
Neben ihrer Forschungs- und Lehrtätigkeit war Sauer von 1992 bis 2000 Vorstandsmitglied im Komitee für Grundrechte und Demokratie und war etliche Jahre Mitherausgeberin der Jahrbücher des Vereins. Von 1991 bis 1993 war sie Sprecherin des Arbeitskreises Politik und Geschlecht in der Deutschen Vereinigung für Politische Wissenschaft; von 1994 bis 2001 war sie Beiratsmitglied; 2001 wurde sie Mitglied der Ethik-Kommission. Seit 2012 gehört sie zum Beirat der Zeitschrift Femina Politica. Von 1996 bis 1999 war sie Vorstandsmitglied und von 2001 bis 2003 Vorsitzende der Österreichischen Gesellschaft für Politikwissenschaft.
Birgit Sauer ist seit 2023 Vorsitzende des Wissenschaftlichen Beirats der Rosa-Luxemburg-Stiftung, dem sie seit 2008 angehört.
Sie ist Mitglied im wissenschaftlichen Beirat des Jahrbuchs für Islamophobieforschung und hat einen Lehrauftrag an der Diplomatischen Akademie Wien.
Birgit Sauer wurde im Mai 2022 an der Universität Wien pensioniert.
Zur Bundestagswahl 2025 war Sauer an der Formulierung eines Aufrufs zur Wahl der Partei Die Linke beteiligt.

## Auszeichnungen
- 2015: Käthe-Leichter-Preis[6]
- 2017: Wissenschaftspreis der Margaretha Lupac Stiftung des Österreichischen Parlaments[7]
- 2022: Preis der Stadt Wien für Geisteswissenschaften

## Veröffentlichungen (Auswahl)
Monografien
als Autorin:
- gemeinsam mit Otto Penz: Konjunktur der Männlichkeit. Affektive Strategien der autoritären Rechten, Campus Verlag, Frankfurt/New York 2023, ISBN 978-3-59351-604-2.
- Geschlecht und Politik. Institutionelle Verhältnisse, Verhinderungen und Chancen (= Alte und neue Ungleichheiten, Band 1). wvb, Berlin 2004, ISBN 978-3-936846-89-8.
- Die Asche des Souveräns. Staat und Demokratie in der Geschlechterdebatte (= Politik der Geschlechterverhältnisse, Band 16). Campus, Frankfurt am Main / New York, NY 2001, ISBN 3-593-36743-2 (Habilitationsschrift Universität Wien 2000, 360 Seiten).
- Mythen einer real-sozialistischen Gesellschaft, ein Beitrag zur Analyse politischer Deutungsmuster in Fest- und Feiertagen der DDR. Microfiche-Ausgabe 6 Mikrofiches: 24x, Berlin 1992, DNB 941636895 (Dissertation FU Berlin 1993, 470 Seiten).

als (Ko-)Herausgeberin:
- mit Roland Atzmüller et al. (Hg.): Capitalism in Transformation. Movements and Countermovements in the 21st Century, Edward Elgar, Cheltenham 2019, ISBN 978-1-78897-423-3.
- mit Katharina Pühl: Kapitalismuskritische Gesellschaftsanalyse. Queer-feministische Positionen. Westfälisches Dampfboot, Münster 2018, ISBN 978-3-89691-107-0.
- mit Brigitte Bargetz und Gundula Ludwig: Gouvernementalität und Geschlecht. Politische Theorie im Anschluss an Michel Foucault. Campus Verlag Frankfurt am Main/New York 2015, ISBN 978-3-593-39968-3.
- mit Gundula Ludwig, und Stefanie Wöhl: Staat und Geschlecht. Grundlagen und aktuelle Herausforderungen feministischer Staatstheorie. Nomos, Baden-Baden 2009, ISBN 978-3-8329-5034-7.
- (mit Ute Behning) Was bewirkt Gender Mainstreaming? Ansätze der Evaluierung durch Policy-Analysen. Campus-Verlag, Frankfurt am Main/New York 2005, ISBN 3-593-37608-3.
- (mit Sieglinde Rosenberger) Politikwissenschaft und Geschlecht. Konzepte – Verknüpfungen – Perspektiven. WUV / (UTB), Wien 2004, ISBN 3-8252-2479-1.

Aufsätze
- Anti-feministische Mobilisierung in Europa. Kampf um eine neue politische Hegemonie? Essay, in: Zeitschrift für Vergleichende Politikwissenschaft, Ausgabe 3/2019, S. 329–352 (Open Access)
- Gesellschaftstheoretische Überlegungen zum europäischen Rechtspopulismus. Zum Erklärungspotenzial der Kategorie Geschlecht. In: Politische Vierteljahresschrift 58 (1) 2017, S. 1–20.
- Begrenzung und Entgrenzung des Politischen: Geschlechterforschung in der Politikwissenschaft. In: Hadumod Bußmann, Renate Hof (Hrsg.): Genus. Geschlechterforschung/Gender Studies in den Kultur- und Sozialwissenschaften. Ein Handbuch. Kröner, Stuttgart 2005, ISBN 978-3-520-82201-7, S. 366–401.
- Geschlechterdemokratie. Wege aus der Androkratie? In: SOWI. Journal für Geschichte, Politik, Wirtschaft und Kultur, H. 3/2005, S. 15–26.
- (gemeinsam mit Ute Behning) Von der Kritik zur Analyse: das Problem der Bewertung von Gender Mainstreaming. In: Ute Behning, Birgit Sauer (Hrsg.): Was bewirkt Gender Mainstreaming? Evaluierung durch Policy-Analysen. Campus Verlag, Frankfurt am Main / New York, NY 2005, ISBN 3-593-37608-3, S. 11–25.
- (zusammen mit Katharina Pühl) Geschlechterverhältnisse im Neoliberalismus. Konstruktion, Transformation und feministisch-politische Perspektiven. In: Urte Helduser, Daniela Marx, Tanja Paulitz, Katharina Pühl (Hrsg.): Under construction? Konstruktivistische Perspektiven in feministischer Theorie und Forschungspraxis. Campus, Frankfurt am Main / New York, NY 2004, ISBN 3-593-37539-7, S. 165–179.